# William F. Nolan
Pour les articles homonymes, voir Nolan.
William Francis Nolan, né  le 6 mars 1928 à Kansas City au Missouri et mort le 15 juillet 2021 à Vancouver dans l'État de Washington, est un scénariste, romancier et poète américain, auteur de science-fiction, roman policier, roman fantastique et fantasy. Il est surtout connu pour la série romanesque de science-fiction L'Âge de cristal, dont il a tiré le scénario du film homonyme.

## Biographie
Né dans une famille catholique irlandaise, il fait ses études au Missouri et a un premier emploi comme dessinateur de cartes de souhaits. Il déménage avec ses parents en Californie dans les années 1940. Il devient inspecteur en aviation, puis travaille dans les bureaux de diverses firmes avant de rencontrer Charles Beaumont qui le persuade de se lancer dans l’écriture. Ami de Ray Bradbury, né également au Missouri, il a la chance de publier des nouvelles de science-fiction et des fictions policières dans divers pulps à grands tirages. Il s’installe à Los Angeles en 1953 et, avec Beaumont, Bradbury et Richard Matheson, est l’un des membres du Southern California Group qui exerce une influence sur la littérature fantastique et de science-fiction américaine des années 1950.
En 1967, avec son roman L'Âge de cristal : Quand ton cristal mourra, écrit en collaboration avec George Clayton Johnson, il atteint la célébrité. En 1976, il signe le scénario de son adaptation cinématographique, réalisée par Michael Anderson. Il rédige la même année le scénario de Trauma, un film américain de Dan Curtis. Il donne également des scripts pour la télévision.
Biographe des écrivains Ray Bradbury, Max Brand, Dashiell Hammett et Ernest Hemingway, il a aussi publié des ouvrages sur des célébrités du cinéma (John Huston, Steve McQueen) et divers essais et ouvrages sur la littérature policière.

## Œuvre

### Romans

#### Série de science-fictionL'Âge de cristal
- Logan's Run (1967), en collaboration avec George Clayton Johnson Publié en français sous le titre Quand ton cristal mourra, Paris, Denoël, Présence du futur no 115, 1969 ; réédition sous le titre L'Âge de cristal : Quand ton cristal mourra, Paris, J’ai lu no 3129, 1991
- Logan's World (1977) Publié en français sous le titre Retour à l'Âge de cristal, Paris, J’ai lu no 1019, 1979
- Logan's Search (1980)
- Logan's Return (2001)
- Logan's Chronicles (2003)

#### Série policière et de science-fictionSam Space
- Space for Hire (1971)
- Look Out for Space (1985)

#### Série policièreBert Challis
- Death Is For Losers (1968) Publié en français sous le titre À qui perd meurt, Paris, Presse de la Cité, coll. Punch no 113, 1977
- The White Cad Cross-Up (1969) Publié en français sous le titre Une cadillac en morts massifs, Paris, Presse de la Cité, Un mystère no 177, 1972, réédition Paris, Presse de la Cité, coll. Punch no 83, 1978
- Helle on Wheels (1992)

#### Série policièreBlack Mask
- The Black Mask Murders (1994) Publié en français sous le titre Un sang d’encre, Paris, Librairie des Champs-Élysées, Le Masque no 2300, 1996
- The Marble Orchard (1996)
- Sharks Never Sleep (1998)

#### SérieKincaid
- Pirate's Moon (1987)
- The Winchester Horror (1998)
- Demon! (2005)

#### Autres romans
- Rio Renegades (1989), roman western
- Blood Sky (1991)
- Helltracks (1991)

### Nouvelles

#### Recueils de nouvelles de la sérieSam Space
- 3 For Space (1992)
- Far Out (2004)
- Seven for Space (2008)

#### Recueil de nouvelles de la sérieBert Challis
- The Brothers Challis (1996)

#### Recueil de nouvelles de la sérieKincaid
- Kincaid: A Paranormal Casebook (2011) – Collection

#### Autres recueils de nouvelles
- Impact-20 (1963)
- Carnival of Speed (1973)
- Alien Horizons (1974)
- Wonderworlds (1977)
- Things Beyond Midnight (1984)
- Night Shapes (1995)
- Down the Long Night (2000)
- Ships in the Night: And Other Stories (2003)
- Wild Galaxy: Selected Science Fiction Stories (2005)

#### Nouvelles isolées
- Home Was Like This (1948)
- Yellow Gorilla (1949)
- The Murder Everybody Saw (1954)
- You Can't Trust a Man (1955)
- The Ship (1955), en collaboration avec Charles E. Fritch
- Wheels Are Rounder Than Heels (1956)
- Hunch (1956)
- First Kill (1956)
- The Beautiful Doll Caper (1956)
- A Bad Night for Murder (1956)
- The Three-Ball Combination (1956)
- Death in the Mirror (1956)
- The Darendinger Build-Up (1956)
- Decision (1957)
- To Kill a Pigeon (1957)
- The Long Walk to Death (1957)
- A Piece of Ground (1957)
- The Deadly Mrs. Havershim (1957)
- Compensation (1957)
- Never Trust a Woman (1957)
- A Degree of Innocence (1958)
- You're Dead (1958)
- Murder and Lonely Hearts (1958)
- This Man is Dangerous (1958)
- Pattern of Guilty (1958)
- The Deadly Guest (1958)
- Dutch (1958) Publié en français sous le titre À tombeau ouvert, Paris, Fayard, Le Saint détective magazine no 54, août 1959
- Phil Hill, Faster and Faster (1958), signée Frank Anmar
- The Amazon Flick (1959), signée Warren Kastel
- Night Walk (1959)
- Your Witness (1959)
- The Too Healthy Witness (1959)
- 13 Avenida Muerte (1959)
- Won't Somebody Help Me (1959)
- Angry Weather (1959)
- Obituary (1959)
- The Very Hard Sell (1959)
- To the Edge of Murder (1959)
- Don't Sit Under the Apple Tree (1959)
- Confession (1960)
- Who Has Been Sitting in My Chair? (1960)
- Don't Live in a Coffin (1960) Publié en français sous le titre Sensation forte, Paris, Opta, Alfred Hitchcock magazine no 6, septembre 1961
- Woman Missing (1960)
- The Affair Upstairs (1961)
- The Hopeless Case (1962)
- No Requiem for Rod (1962)
- Dig Me at Home (1963) Publié en français sous le titre Un regard révélateur, Paris, Fayard, Le Saint détective magazine no 119, janvier 1965
- Witness for the Defense (1963)
- Death Drag (1964), signée Frank Anmar
- Strippers Have to Die (1964), signée F. E. Edwards
- Death Scene (1964)
- The Strange Case of Mr. Pruyn (1965) Publié en français sous le titre Dans l'antre du lion, dans Histoires à lire toutes lumières allumées, Paris, Pocket no 1816, 1980
- The Breaking Point (1965)
- Happy Ever After (1965)
- The Master's Touch (1966)
- The Chicken Feed Me (1966)
- The Party (1967)
- The Pop-Op Caper (1967)
- The Seventh Man (1967)
- The Perfectionist (1967)
- Papa's Planet (1968)
- The Legal Evidence (1969)
- The Perfect Servant (1972)
- The Room at the End of the Hall (1973)
- What Shall We Do About Angela? (1973)
- Dead Call (1976)
- The Grackel Question (1978)
- A Real Nice Guy (1980) Publié en français sous le titre Un type vraiment sympa, dans Histoires à mourir debout, Paris, Gallimard, Série noire no 2177, 1989
- Henry Lowden Alias Henry Taylor (1982)
- From a Narrow House (1992)
- Stabbed by Rob (2008)

### Théâtre
- Dash (2004), pièce mettant en scène Dashiell Hammett

### Poésie
- The Mounties (1979)
- Dark Encounters (1986)
- Have You Seen the Wind? (2003)
- Ill Met by Moonlight (2004)

### Biographies

#### Sur Max Brand
- Max Brand's Best Western Stories (1981)
- Max Brand's Best Western Stories II (1985)
- Max Brand: Western Giant (1986)
- Max Brand's Best Western Stories III (1987)
- Tales of the Wild West (1997)
- More Tales of the Wild West (1999)
- Masquerade (2005)

#### Sur Dashiell Hammett
- Dashiell Hammett: A Casebook (1969)
- Hammett: A Life at the Edge (1983)

#### Sur Ray Bradbury
- Ray Bradbury Review (1952)
- The Ray Bradbury Index (1953)
- The Ray Bradbury Companion (1975)
- The Dandelion Chronicles (1984)
- The Bradbury Chronicles (1991), en collaboration avec Martin H. Greenberg
- Nolan On Bradbury (2013)

#### Autres biographies et essais divers
- A Cross Section of Art in Science-Fantasy (1952)
- Adventure on Wheels (1959)
- Barney Oldfield (1961)
- Phil Hill: Yankee Champion (1962)
- John Huston: King Rebel (1965)
- Sinners and Supermen (1965)
- Steve McQueen: Star on Wheels (1972)
- Ernest Hemingway: Last Days of the Lion (1974)
- Steve McQueen (1984) Publié en français sous le titre Steve McQueen: la gloire, l’amour, la mort, Paris, Télé 7 jours, 1984
- The Black Mask Boys (1985)
- Image Power (1988)
- How to Write Horror Fiction (1990)
- Simply an Ending (2002)
- With Marlowe in L.A. (2003)
- Let's Get Creative: Writing Fiction That Sells! (2006)